# Răboj

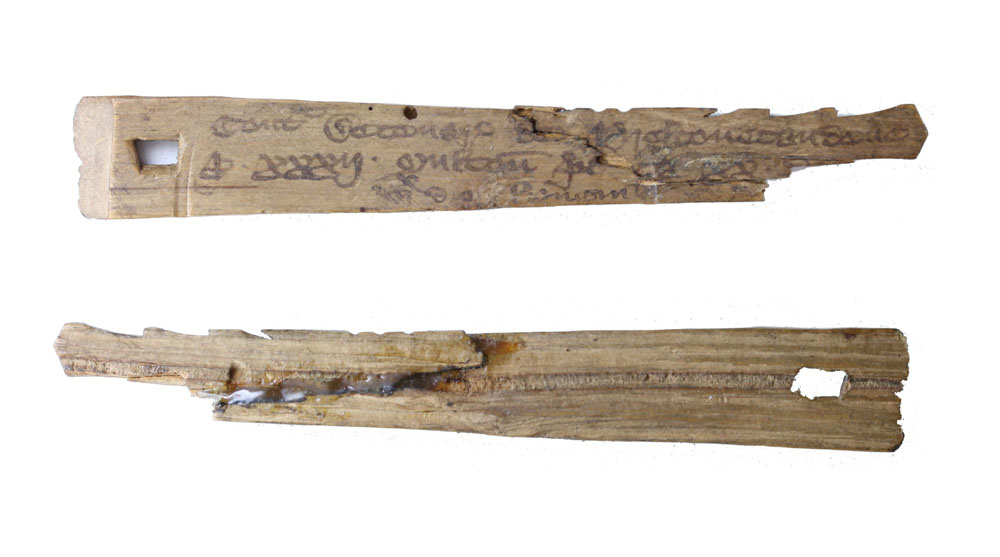
Un răboj medieval însemnat pe ambele părți - este crestat și inscripționat pentru a înregistra o datorie față de decanul rural din Preston Candover, Hampshire

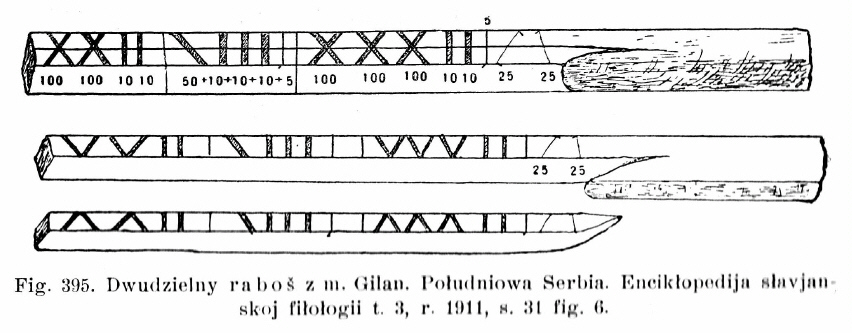
Răboj din Gilian (sudul Serbiei)

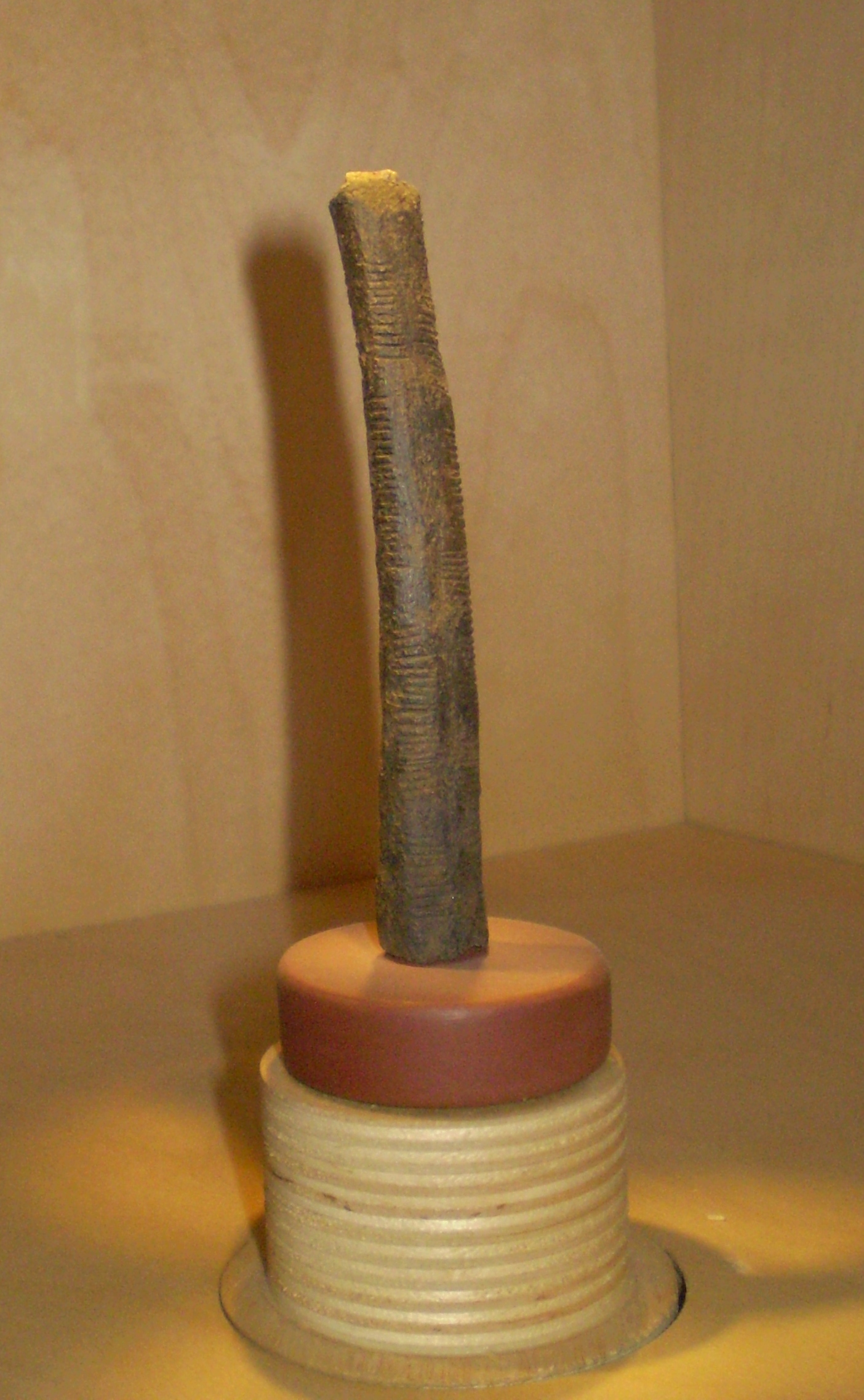
osul din Ishango, Parcul Național Virunga

Răbojul (din bulgară рабош, sârbocroată raboš) a fost un dispozitiv antic de memorare folosit pentru a înregistra și documenta numere, cantități sau chiar mesaje. Au apărut mai întâi ca oase de animale sculptate cu crestături în paleoliticul superior; un exemplu notabil este osul din Ishango. Referințe istorice apar la Plinius cel Bătrân (23-79 d.Hr.) despre cel mai bun lemn de folosit pentru răboj și la Marco Polo (1254-1324), care menționează utilizarea acestuia în China. Răbojul a fost folosit în numeroase scopuri, cum ar fi transmiterea unor mesaje și programarea unor sarcini, și mai ales în tranzacțiile financiare și juridice, până la punctul de a fi monedă.
În Evul Mediu (românesc) a fost o bucată de lemn (de mesteacăn sau alt lemn moale) în formă cilindrică sau paralelipipedică pe care se însemnau, prin crestături, diferite calcule, socoteli (zilele de muncă, banii datorați, numărul vitelor etc.). Uneori răbojul a fost folosit și ca un fel de chitanță, prin efectuarea a două seturi de crestături asemănătoare, la cele două capete al bățului; prin ruperea sau tăierea sa o parte revenea datornicului, iar cealaltă creditorului.